# Astroblepus ubidiai
Astroblepus ubidiai es una especie de pez de la familia Astroblepidae en el orden de los Siluriformes.

## Morfología
Los machos pueden llegar alcanzar los 11 cm de longitud total.

## Distribución geográfica
De hábito predominantemente nocturno. Se encuentran en los ríos andinos de Sudamérica: Ecuador. También se encuentra en Colombia, en los departamentos de Cauca y Nariño, y en Perú en los departamentos de Apurímac y Cusco. Es un pez que está en peligro de extinción, por la contaminación de los ríos, y por la introducción de especies foráneas como la trucha, carpa y pejerrey, que son predadoras de esta especie.